# 1392 en Angleterre
Chronologie de l'Angleterre
- 1388
- 1389
- 1390
- 1391
- 1392
- 1393
- 1394
- 1395
- 1396

Cette page concerne l'année 1392 du calendrier julien.

## Naissances en 1392
- 12 ou 31 août : William Bonville, 1er baron Bonville
- Date inconnue : 
  - Blanche d'Angleterre, noble
  - John Arundell, chevalier
  - John de Mowbray, 2e duc de Norfolk, 5e comte de Norfolk, 3e comte de Nottingham, 8e baron Mowbray et 9e baron Segrave (en)
  - Hamon Sutton, member of Parliament

## Décès en 1392
- 16 mai : Alexandre Neville, archevêque d'York
- 4 juillet : Thomas Stafford, 3e comte de Stafford
- 31 juillet : Henry Scrope, 1er baron Scrope de Masham (en)
- 22 novembre : Robert de Vere, 1er duc d'Irlande, 1er marquis de Dublin et 9e comte d'Oxford
- 14 décembre : John Grey, noble
- 23 décembre : Isabelle de Castille, duchesse d'York
- Date inconnue : 
  - John Arderne, chirurgien
  - Richard Ashwell, member of Parliament pour Gloucester
  - John FitzSymond, member of Parliament pour l'Essex
  - John Godard, member of Parliament pour le Yorkshire
  - Thomas Rushhook, évêque de Llandaff et de Chichester